# 닐 도우
닐 도우(영어: Neal Dow, 1804년 3월 20일~1897년 10월 2일)는 미국의 정치가이자 금주 운동가였다. '금주 운동계의 나폴레옹', '금주법의 아버지'로도 불린다.
메인주 포틀랜드의 퀘이커교 집안에서 태어났다. 어린 시절부터 술이 수많은 사회 문제의 원인이라고 믿었고 법으로 이를 금하길 원했다. 1850년 메인주 금주 연합의 의장으로 선출됐고 1851년 포틀랜드 시장이 됐다. 그가 포틀랜드 시장이었을 때 메인주에서의 술 판매를 금지한 메인법이 통과됐다. 포틀랜드 시장직을 두 차례 지내면서 금주법을 열정적으로 집행했고 위반자에 대한 엄벌을 요구했다. 이에 반발하여 1855년 폭동이 일어나자 메인주 민병대를 동원해 군중을 진압했다. 1명이 사망했고 몇 명이 다쳤으며 이로 인해 자신에 대한 반감이 높아지자 재출마를 포기했다.
이후 메인주 하원의원에 재선됐으나 금전 관련 스캔들로 은퇴했다. 1861년 남북 전쟁 발발 직후 북군에 입대해서 준장이 됐다. 포트 허드슨 공방전에서 다쳐서 포로로 잡혔다. 1864년 포로 교환이 된 후 제대를 했고 이후 미국, 캐나다, 영국에서 금주 운동을 벌였다. 1880년 금주당 소속으로 대선에 출마했으나 낙선한 후에도 계속 금주 운동을 하다가 포틀랜드에서 사망했다.